# Syzygospora mycetophila
Syzygospora mycetophila (Peck) Ginns – gatunek grzybów należący do rodziny nitkopodstawkowcowatych (Filobasidiaceae).

## Systematyka i nazewnictwo
Pozycja w klasyfikacji według Index Fungorum: Syzygospora, Filobasidiaceae, Filobasidiales, Incertae sedis, Tremellomycetes, Agaricomycotina, Basidiomycota, Fungi.
Po raz pierwszy takson ten zdiagnozował w 1876 r. Charles Horton Peck, nadając mu nazwę Tremella mycetophila. Obecną, uznaną przez Index Fungorum nazwę nadał mu w 1986 r. James Herbert Ginns. Synonimy nazwy naukowej:

- Carcinomyces mycetophilus (Peck) Oberw. & Bandoni 1982
- Christiansenia mycetophila (Peck) Ginns & Sunhede 1978
- Christiansenia mycetophila var. bispora F. Rath 1987
- Exobasidium mycetophilum (Peck) Burt 1901
- Syzygospora mycetophila var. bispora (F. Rath) Pérez-De-Greg. 2010
- Tremella mycetophila Peck 1876

## Morfologia
Grzyb tremelloidalny tworzący skupiska kremowożółtych, woskowatych narośli przypominających mózg lub spodek, na jednym grzybie czasami jest ich kilkadziesiąt. Narośla te składają się głównie ze strzępek żywiciela. Syzygospora mycetophila wydziela substancje chemiczne, które powodują, że grzyb tworzy te narośla.
Podstawki 4-sterygmowe. Bazydiospory 6–9 × 1,5–2,3 µm, eliptyczne do cylindrycznych.
Podobne gatunki z rodzaju Syzygospora odróżnia się cechami mikroskopowymi. Grzyboniszczka bezsprzążkowa (Syzygospora effibulata) ma strzępki bez sprzążek, zarodniki łezkowate 3,8-5,3 × 7,6-10,8 µm, grzyboniszczka zniekształcająca (Syzygospora tumefaciens) ma strzępki z wyraźnymi sprzążkami, podstawki 6-10 × 45-70 µm, z 2 i 4 sterygmatami o długości do ok. 8 µm, zarodniki 4,2-5 × 8,0-10,5 µm.

## Występowanie i siedlisko
Występuje w Europie i Ameryce Północnej. W Europie jest rzadki. W Polsce po raz pierwszy jego stanowiska podała A. Kujawa w 2009 r. Aktualne stanowiska podaje także internetowy atlas grzybów. Znajduje się w nim na liście gatunków zagrożonych i wartych objęcia ochroną.
Pasożytniczy grzyb nagrzybny rozwijający się na owocnikach łysostopka pospolitego (Gymnopus dryophilus).